# چهارشنبه سیاه

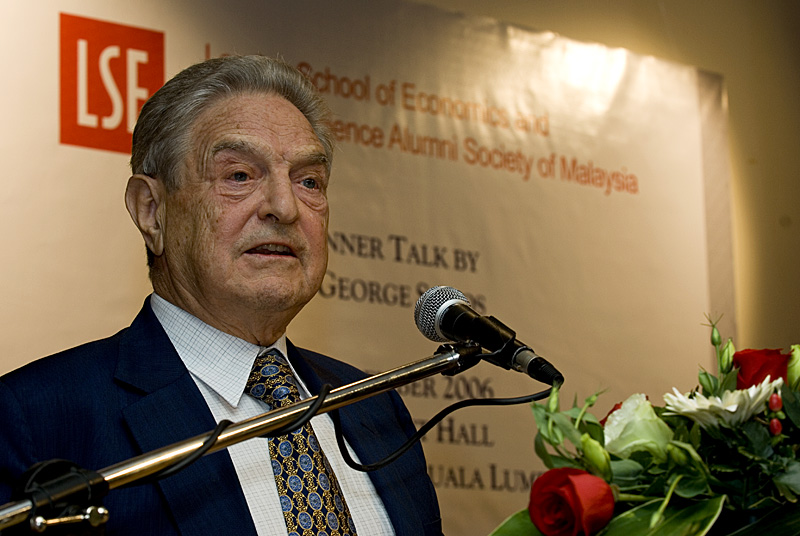
جرج سوروس

چهارشنبه سیاه به روز ۲۵ شهریور ۱۳۷۱ خورشیدی، برابر ۱۶ سپتامبر ۱۹۹۲ میلادی گفته می‌شود. در این روز، جرج سوروس، سرمایه‌دار آمریکایی توانست بانک انگلستان (بانک مرکزی انگلستان) و واحد پولی انگلستان، «پوند» را به زانو درآورد. در این روز جرج سوروس که از سیستم پولی و سیاست‌های بانک مرکزی انگلستان دل چرکین بود و چند سرمایه‌دار دیگر با مقادیر بسیار هنگفتی روی این موضوع در بورس شرط‌بندی کردند که می‌گفت: سطح ارزش پوند انگلیس حباب وار رشد کرده و بی‌مورد گران است. انگلستان یا باید ارزش پوند را پایین ببرد یا که از رده «سیستم پولی اروپا» خارج شود. در این روز بانک مرکزی انگلستان در حالت دستپاچگی سطح سود رایج را طی چند ساعت از ۱۰٪ به ۱۲٪ رساند و عاقبت قول سود ۱۵٪ داد تا در دنیا و بین سرمایه داران جلب اعتماد کند. هم‌زمان جرج سوروس با سماجت تمام مبلغ شرط‌بندی‌هایش را چند برابر کرد. در نتیجه در ساعت ۱۹ همان روز وزیر دارایی انگلستان، نورمان لامونت اعلام کرد که کشورش از سیستم پولی اروپا خارج می‌شود و سطح سود دوباره به ۱۰٪ برمی‌گردد. در نتیجه ارزش پوند در روزهای آینده در برابر مارک آلمان ۱۵٪ و در برابر دلار آمریکا ۲۵٪ سقوط کرد. جرج سوروس در این روز سودی چند میلیارد دلاری بدست آورد. رسانه‌ها و اهل بورس به او لقب «مردی که بانک مرکزی انگلستان را شکست داد (به زانو درآورد)» را دادند.